# Recurring dreams
Recurring dreams is een studioalbum van Tangerine Dream. 
In 2014 wilde de leider van Tangerine Dream, Edgar Froese, de band een andere muzikale richting insturen, de zogenaamde Quantum Years zouden aanbreken. Er kwam een nieuw lid (Ulrich Schnauss) en andere vertrokken. Froese overleed echter in januari 2015 dus de nieuwe samenstelling moest grotendeels zelf invulling geven aan die nieuwe Quantum Years. In dat kader volgde in december 2019 het album Recurring dreams, waarbij de nieuwe samenstelling oude TD-muziek heeft gearrangeerd naar wat het geluid van de Quantum Years zou moeten worden. Dit had tot gevolg dat de drie leden muziek heropnamen uit de tijd dat ze zelf geen deel uitmaakten van die band. Het album werd uitgegeven, terwijl in het Barbican Centre te Londen een expositie over de band werd gehouden onder de titel Zeitraffer exhibition met allerlei parafernalia van de band, waaronder een aantal vintage synthesizers.
Froese leverde nog wel de platenhoes, al zij het bewerkt door Bianca Froese-Acqyuye (zijn weduwe).

## Musici
- Thorsten Quaeschning, Ulrich Schnauss – synthesizers, piano, memotrom, E-Mu E4 en Yamaha CP80
- Hoshiko Yamane – elektrische viool

## Muziek
- track 1: Sequent C' 2019 (2:27)
  - gecomponeerd door Peter Baumann
  - oorspronkelijk album: Phaedra uit 1974
  - nieuwe uitvoering door Yamane inclusief arrangement en productie
  - track 2: Monolight (Yellow party) 2019 (7:42)
  - gecomponeerde door Edgar Froese, Christopher Franke, Peter Baumann
  - oorspronkelijk album Tangents 1973-1983 uit 1994
  - nieuwe uitvoering door Schnauss inclusief arrangement en productie
- track 3: Tangram 2019 (5:46)
  - gecomponeerd door Edgar Froese, Christopher Franke, Johannes Schmoelling
  - oorspronkelijk album Tangram uit 1980
  - nieuwe uitvoering door Quaeschning inclusief arrangement en productie
- track 4: Horizon 2019 part 1 (6:37)
  - gecomponeerd door Edgar Froese, Christopher Franke, Johannes Schmoelling
  - oorspronkelijk album Poland uit 1984
  - nieuwe uitvoering door Schnauss inclusief arrangement en productie
- track 5: Horizon 2019 part 2 (7:10)
  - gecomponeerd door Edgar Froese, Christopher Franke, Johannes Schmoelling
  - oorspronkelijk album Poland uit 1984
  - nieuwe uitvoering door Quaeschning inclusief arrangement en productie
- track 6: Phaedra 2014 (8:17)
  - gecomponeerde door Edgar Froese, Christopher Franke, Peter Baumann
  - oorspronkelijk album: Phaedra uit 1974
  - nieuwe uitvoering door Edgar Froese inclusief arrangement en productie
- track 7: Los Santos City Map 2019 (7:27)
  - gecomponeerd door Edgar Froese en Thorsten Quaeschning
  - oorspronkelijk gebruikt voor Grand Theft Auto V uit 2013
  - nieuwe uitvoering door Quaeschning inclusief arrangement en productie
- track 8: The Claymore mine/ Stalking 2019 (5:41)
  - gecomponeerd door Edgar Froese, Christopher Franke, Johannes Schmoelling
  - oorspronkelijk album The park is mine uit 1991 uit de gelijknamige film en Lords of Chaos (2018)
  - nieuwe uitvoering door Quaeschning inclusief arrangement en productie
- track 9: Yellowstone Park 2019 (6:37)
  - gecomponeerd door Edgar Froese, Christopher Franke, Johannes Schmoelling
  - oorspronkelijk album Le Parc uit 1985
  - nieuwe uitvoering door Schnauss inclusief arrangement en productie
- track 10: Stratosfear 2019 (11:35)
  - gecomponeerde door Edgar Froese, Christopher Franke, Peter Baumann
  - oorspronkelijk album Stratosfear
  - nieuwe uitvoering door Quaeschning inclusief arrangement en productie
- track 11: Der Mond ist aufgegangen part 1 & 2 (9:08)
  - gecomponeerd door Johann Abraham Peter Schulz
  - uit Lieder im Volkston, bey dem Claviere zu zingen (1790)
  - uitvoering door Quaeschning (part 1 en piano part 2) en Schnauss (part 2) inclusief arrangement en productie